# Festiwal Rzutów im. Kamili Skolimowskiej 2015
3. Festiwal Rzutów im. Kamili Skolimowskiej – zawody lekkoatletyczne rozegrane 1 sierpnia w Cetniewie (dzielnica Władysławowa). W ramach zawodów rozegrano siedem konkurencji: rzut dyskiem, rzut młotem i rzut oszczepem kobiet i mężczyzn oraz pchnięcie kulą mężczyzn.
Podczas konkursu rzutu młotem kobiet Anita Włodarczyk uzyskała rezultat 81,08 m poprawiając swój własny rekord świata. Był to zarazem pierwszy rezultat powyżej 80 metrów wśród kobiet w historii.
Portal All-Athletics uznał zawody za najlepszy mityng 2015 roku w kategorii mityngów specjalnych, czyli o niepełnym programie konkurencji.

## Rezultaty
| – rekord świata \| – juniorski rekord kraju \| – najlepszy wynik na świecie w sezonie 2015 |

### Mężczyźni
| Konkurencja:   | 1. miejsce        | Wynik | 2. miejsce      | Wynik | 3. miejsce       | Wynik |
| Pchnięcie kulą | Tomasz Majewski   | 20,78 | Mateusz Mikos   | 19,92 | Rafał Kownatke   | 19,91 |
| Rzut dyskiem   | Piotr Małachowski | 68,29 | Gerd Kanter     | 64,08 | Robert Urbanek   | 63,93 |
| Rzut młotem    | Paweł Fajdek      | 82,07 | Krisztián Pars  | 79,91 | Wojciech Nowicki | 75,41 |
| Rzut oszczepem | Marcin Krukowski  | 78,47 | Bartosz Osewski | 76,65 | Marcin Plener    | 75,45 |

### Kobiety
| Konkurencja:   | 1. miejsce       | Wynik | 2. miejsce          | Wynik | 3. miejsce      | Wynik |
| Rzut dyskiem   | Katarzyna Moś    | 54,99 | Joanna Wiśniewska   | 54,79 | Daria Zabawska  | 54,24 |
| Rzut młotem    | Anita Włodarczyk | 81,08 | Alexandra Tavernier | 73,33 | Joanna Fiodorow | 69,46 |
| Rzut oszczepem | Maria Andrejczyk | 62,11 | Marta Kąkol         | 58,05 | Marcelina Witek | 54,29 |